# Pterolobium membranulaceum
Pterolobium membranulaceum là một loài thực vật có hoa trong họ Đậu. Loài này được (Blanco) Merr. miêu tả khoa học đầu tiên.